# Вітторіо-Венетська діоцезія
Вітто́ріо-Вене́тська діоце́зія (лат. Dioecesis Victoriensis Venetorum; італ. Diocesi di Vittorio Veneto) — діоцезія римського обряду Католицької церкви в Італії, з центром у місті Вітторіо-Венето. Охоплює терени Венето. Входить до складу Венеціанської церковної провінції. Суфраганна діоцезія Венеціанського патріархату. Заснована 500 року. Голова — єпископ Вітторіо-Венетський. Центральний храм — Вітторіо-Венетський собор.  Площа — 1,420 км². Населення — 364,870 ос.; з них католики — 335,500 ос. (92%). Чинний голова — Коррадо Піцціоло, єпископ Вітторіо-Венетський. Стара назва до 13 травня 1939 року — Че́недська діоце́зія.

## Назва
- Вітто́ріо-Вене́тська діоце́зія (лат. Dioecesis Victoriensis Venetorum;  італ. Diocesi di Vittorio Veneto)
- Вітто́ріо-Вене́тське єпи́скопство — за титулом ієрарха і назвою катедри.
- Че́недська діоце́зія (лат. Dioecesis Cenetensis;  італ. Diocesi di Cèneda) — стара назва до 1939 року.
- Че́недське єпи́скопство — за титулом ієрарха і назвою катедри.

## Історія
У VI столітті була створена Ченедська діоцезія.
13 травня 1939 року Ченедська діоцезія була перейменована на Вітторіо-Венетську діоцезію.

## Єпископи
- Коррадо Піцціоло

## Статистика
Згідно з «Annuario Pontificio» і Catholic-Hierarchy.org:
| Рік  | Населення | Населення | Населення | Священики | Священики | Священики | Священики           | Диякони | Ченці    | Ченці | Парафії |
| Рік  | католики  | загалом   | %         | загалом   | секулярні | ченці     | вірних на священика | Диякони | чоловіки | жінки | Парафії |
| ---- | --------- | --------- | --------- | --------- | --------- | --------- | ------------------- | ------- | -------- | ----- | ------- |
| 1950 | 286.440   | 286.480   | 100,0     | 454       | 352       | 102       | 630                 |         | 198      | 870   | 163     |
| 1970 | 277.896   | 278.144   | 99,9      | 428       | 346       | 82        | 649                 |         | 119      | 974   | 175     |
| 1980 | 297.787   | 300.387   | 99,1      | 431       | 332       | 99        | 690                 |         | 129      | 972   | 180     |
| 1990 | 300.000   | 304.000   | 98,7      | 398       | 300       | 98        | 753                 | 6       | 122      | 842   | 162     |
| 1999 | 298.000   | 301.000   | 99,0      | 363       | 283       | 80        | 820                 | 11      | 98       | 763   | 162     |
| 2000 | 306.000   | 314.000   | 97,5      | 354       | 264       | 90        | 864                 | 9       | 105      | 655   | 162     |
| 2001 | 304.400   | 314.000   | 96,9      | 354       | 264       | 90        | 859                 | 10      | 107      | 589   | 162     |
| 2002 | 319.400   | 327.000   | 97,7      | 341       | 263       | 78        | 936                 | 11      | 86       | 582   | 162     |
| 2003 | 319.400   | 327.600   | 97,5      | 334       | 256       | 78        | 956                 | 11      | 87       | 700   | 162     |
| 2004 | 313.200   | 327.800   | 95,5      | 318       | 245       | 73        | 984                 | 11      | 80       | 711   | 162     |
| 2010 | 335.500   | 364.870   | 92,0      | 267       | 211       | 56        | 1.256               | 22      | 65       | 563   | 162     |
| 2014 | 334.000   | 351.200   | 95,1      | 270       | 207       | 63        | 1.237               | 36      | 85       | 539   | 162     |